# Abisara angulata
Abisara angulata är en fjärilsart som beskrevs av Moore 1878. Abisara angulata ingår i släktet Abisara och familjen Riodinidae. Inga underarter finns listade i Catalogue of Life.